# Tanguy Cosyns
Tanguy Cosyns (Bruxelles, 29 giugno 1991) è un hockeista su prato belga.

## Palmarès

### Olimpiadi
- 1 medaglia:
  - 1 argento (Rio de Janeiro 2016)